# Carta a favor del català
La Carta a favor del català, oficialment esmentada també com a Carta Departamental per la Llengua Catalana, fou aprovada pel Consell General dels Pirineus Orientals el dia 10 de desembre del 2007. Mitjançant aquest document es reconeix de forma legal la llengua catalana com una llengua oficial en el departament dels Pirineus Orientals. L'articulat està format per un total de nou articles en defensa de la llengua.
Segons el vicepresident, Marcel Mateu, aquest document no va en contra de l'article segon de la constitució francesa de 1958 el qual diu textualment:
| «                                               | La llengua de la República és el francès. | » |
| — Article 2 de la Constitució francesa de 1958. |                                           |   |

A més a més, considera que aquest és un avanç cap a la normalitat lingüística que fins ara no havia gaudit cap reconeixement legal a la Catalunya Nord per l'estat francès.

## Preàmbul
En el preàmbul d'aquest document es justifica la necessitat d'aquest reconeixement del català justificant-se que la llengua catalana forma part de la identitat, del patrimoni i de la riquesa del departament dels Pirineus Orientals. Es fa ressò de l'interès creixent durant el segle xxi per la llengua catalana després d'enquestes sociolingüístiques. Finalment, considera que la supervivència de la mateixa és un important aposta cultural, econòmica, política i humana pel territori.
A la vegada recorda que aquesta política de promoció no es fa en detriment de la llengua francesa oficial a tota la república francesa com tampoc aquest bilingüisme no posa en qüestió el caràcter oficial de la llengua francesa ni amenaça a la unitat nacional. Aquesta política lingüística a favor del català té l'objectiu d'encoratjar a l'aprenentatge d'aquesta llengua, lluny de l'obligació d'aprendre la mateixa.
Aquest reconeixement es basa en els principis universals de respecte de la diversitat i de la igualtat entre totes les llengües, tal com figuren a la Declaració Universal dels Drets Humans, a la Declaració Universal dels Drets Lingüístics, a la Convenció dels Drets Humans i de les Llibertats fonamentals del Consell d'Europa i a la Carta Europea de les Llengües Regionals:
| «                                        | L'Universalisme s'ha de basar en una concepció de la diversitat lingüística i cultural que sobresurt alhora a les tendències homogeneïtzant i les tendències a l'aïllament com a factor d'exclusió | » |
| — Declaració Universal dels Drets Humans | |   |

| «                                             | Tota comunitat lingüística té el dret de disposar dels mitjans necessaris per assegurar la transmissió i la perennitat de la seva llengua. | » |
| — Declaració Universal dels Drets Lingüístics | |   |

| «                                                                                  | El dret de practicar una llengua regional o minoritària, en la vida privada o pública constitueix un dret imprescindible. | » |
| — Convenció dels Drets Humans i de les Llibertats fonamentals del Consell d'Europa | |   |

| «                                         | Considerant que la protecció de les llengües regionals o minoritàries històriques d'Europa, algunes de les quals es troben en risc de desaparició amb el pas del temps, contribueix a mantenir i a desenvolupar les tradicions i la riquesa culturals d'Europa. | » |
| — Carta Europea de les Llengües Regionals | |   |

## Articulat
En l'articulat, el Consell General dels Pirineus Orientals reconeix oficialment, al costat de la llengua francesa, el català com a llengua del departament. Es compromet a ser un dels actors de la transmissió de la llengua i de la cultura catalanes. Es reconeix l'Institut d'Estudis Catalans com a autoritat lingüística i Acadèmia de la Llengua Catalana pel conjunt del domini lingüístic català com també es compromet a fer complir les normes lingüístiques establertes per l'Institut d'Estudis Catalans.
La voluntat de la Carta Departamental per la Llengua Catalana és: garantir la supervivència i transmissió de la llengua, permetre el seu ús (aprendre, sentir, parlar i llegir el català), assegurar la seva presència en els àmbits de la vida pública i social, i contribuir a la integració dels nouvinguts inculcant respecte de la personalitat lingüística i cultural catalana.